# Municipio de Liberty (condado de Kearney)
El municipio de Liberty (en inglés: Liberty Township) es un municipio ubicado en el condado de Kearney en el estado estadounidense de Nebraska. En el año 2010 tenía una población de 139 habitantes y una densidad poblacional de 1,49 personas por km².

## Geografía
El municipio de Liberty se encuentra ubicado en las coordenadas 40°33′39″N 98°53′8″O / 40.56083, -98.88556. Según la Oficina del Censo de los Estados Unidos, el municipio tiene una superficie total de 93.05 km², de la cual 92,95 km² corresponden a tierra firme y (0,1 %) 0,09 km² es agua.

## Demografía
Según el censo de 2010, había 139 personas residiendo en el municipio de Liberty. La densidad de población era de 1,49 hab./km². De los 139 habitantes, el municipio de Liberty estaba compuesto por el 91,37 % blancos, el 0,72 % eran amerindios, el 7,91 % eran de otras razas. Del total de la población el 10,07 % eran hispanos o latinos de cualquier raza.